# Sean Whitfield
Sean Richard Whitfield (Canberra, 11 mei 1995) is een Australisch wielrenner die anno 2018 rijdt voor Oliver's Real Food Racing.

## Carrière
In januari 2017 nam Whitfield aan de New Zealand Cycle Classic, waar hij in de derde etappe naar de derde plaats sprintte. In het eindklassement werd hij negentiende. Een maand later stond hij aan de start van de Ronde van de Filipijnen. Hier behaalde hij zijn eerste UCI-zege door in de tweede etappe de massasprint te winnen, voor Park Sang-hong en Fernando Grijalba

## Overwinningen
2017
2e etappe Ronde van de Filipijnen

## Ploegen
- 2018 –  Oliver's Real Food Racing

Andrews · Chapman · Christensen · Dever · Edwards · Jones · Michelin-Beard · Pearce · Reddish · Schuurhuis · Sutton · White · Whitfield